# یادواره استاد مهدی کمالیان
یادوارهٔ استاد مهدی کمالیان نام یک آلبوم موسیقی می‌باشد که دربرگیرندهٔ آثاری از استاد مهدی کمالیان با همکاری سعید هرمزی، رجبعلی امیری فلاح و محمدرضا لطفی است. این مجموعه حاصل اجراهایی در سال‌های ۱۳۵۱،۵۲،۵۳ و ۱۳۶۲ می‌باشد.

## فهرست آهنگ‌ها
- ۱– آواز مهدی کمالیان، تار محمدرضا لطفی - بیات اصفهان - اجرا ۱۳۵۲
- ۲– سه‌تار مهدی کمالیان - بیات ترک- اجرا ۱۳۶۲
- ۳- سه‌تار مهدی کمالیان، آواز  رجبعلی امیری فلاح -  بیات اصفهان - اجرا ۱۳۵۳
- ۴- آواز مهدی کمالیان، سه‌تار سعید هرمزی - ابوعطا - اجرا ۱۳۵۱